# Eriksbergs gamla kyrka
Eriksbergs gamla kyrka är en kyrkobyggnad i den östra delen av Herrljunga kommun. Den tillhör sedan 2021 Herrljungabygdens församling (tidigare Eriksbergs församling) i Skara stift.

## Kyrkobyggnaden
Enligt en dendrokronologisk undersökning bör kyrkan ha tillkommit på 1150-talet. Den ligger på en mindre höjd och var enligt traditionen patronatskyrka för den Erikska ätten och byggd som huskapell vid kungsgården. Strax intill finns en offerkälla helgad åt Erik den helige.
Denna tornlösa absidkyrka har bevarat sin medeltida karaktär med en romansk plan och ett ovanligt långsträckt långhus och smalare kor med absidavslutning. Murarna består huvudsakligen av lokal gråsten med hörnkedjor och omfattningar i sandsten. Även kalksten förekommer i murverket. Sadeltaket är spåntäckt. De osymmetriskt placerade fönstren är rundbågade. 
Senare tillbyggen är sakristian, troligen från medeltiden, och de båda vapenhusen i väst och syd, byggda i trä, troligen efter reformationen. Spegelvalven i långhuset slogs på 1700-talet. Restaureringar genomfördes 1922 och 1932. Vid en restaurering 1935 togs absidfönstret med sin så kallade himlatrappa, som varit igenmurat, åter upp för att återställa korets medeltida intryck och en altarmålning från 1700-talet ersattes av ett enkelt krucifix. Kyrkans interiör var vitlimmad fram till 1949. Då tog man fram de romanska kalkmålningarna från 1100-talet, som nu finns i fragmentariskt skick på triumfbågsmuren, korets väggar och tunnvalv och i absidens hjälmvalv och vilka är de mest betydande i stiftet. Kyrkorummet ger ett ålderdomligt intryck med sin autentiska inredning från 1600- och 1700-talen.
En klockstapel med spåntak byggdes 1955. Kyrkogården har inte varit begravningsplats sedan kyrkan övergavs 1885 och den har därför bibehållit sitt ålderdomliga utseende, mest likt en ängsmark med enstaka gravstenar och upptrampade stigar. I väster och söder finns två stigluckor från 1700-talet i kyrkogårdsmuren. 
Eriksbergs nya kyrka ligger i närheten. När den stod klar 1885 övergavs den gamla och den gamla klockstapeln revs. Kyrkan fick förfalla fram till 1920-talet, då den åter sattes i skick och den används nu året om, medan den nya kyrkan bara nyttjas i undantagsfall.

## Inventarier

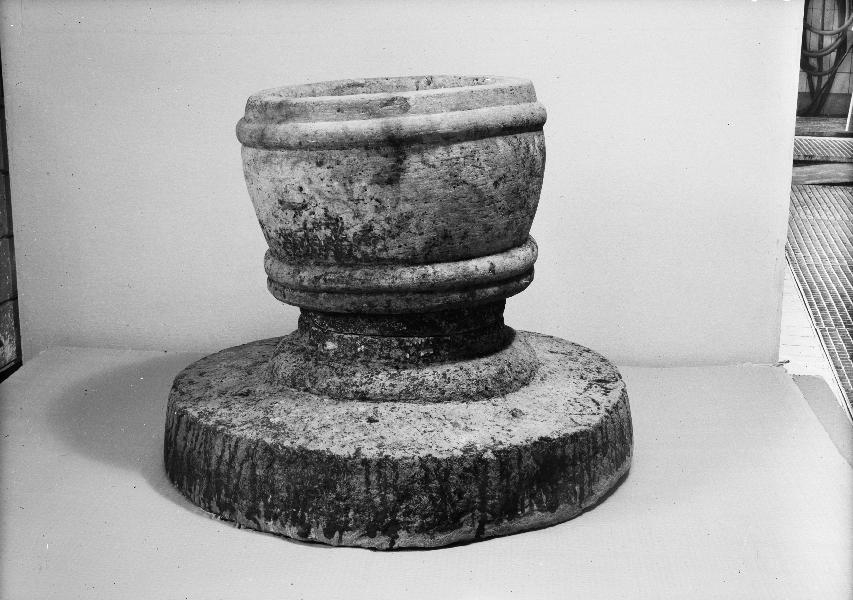
Dopfunt från 1100-talet.

- Dopfunt av gråvit till gulgrå finkornig sandsten i två delar, tillverkad under senare delen av 1100-talet med material från Billingen eller Kinnekulle. Höjd: 72 cm. Cuppan är krukformad med en enkel repstav upptill och en dubbel nedtill samt avslutas nedåt med ett kort skaft. Foten är skivformad. Ett litet uttömningshål finns i centrum. Mindre skador. Funten har direkt engelska förebilder.[1] Den har varit såld till en privatperson, som dock överlämnade den till Statens historiska museum, varifrån den återbördades 1949.
- Predikstolen är från 1574 och är därmed en av Sveriges äldsta.
- Det medeltida relikskrinet Eriksbergsskrinet i ek överdraget med förgylld koppar var troligen en kunglig gåva till kyrkan. Det inlöstes 1875 för 600 kronor och är nu utställt på Statens Historiska Museum i Stockholm.
- En nattvardskalk från 1600-talet av tjeckiskt ursprung.
- Mässhaken från 1646 restaurerades i slutet av 1970-talet.
- Altaret fick 1935 ett litet altarkrucifix.

### Orgel
Orgeln med sex stämmor fördelade på manual och pedal är tillverkad 1962 av Tostareds Kyrkorgelfabrik, Tostared, som även byggt den ljudande fasaden. Orgeln är mekanisk och fasaden är ny.
| Manual        | Pedal      | Koppel  |
| Gedakt 8´     | Subbas 16´ | Man/Ped |
| Principal 4'  |            |         |
| Flöjt 4'      |            |         |
| Gemshorn 2'   |            |         |
| Mixtur 2 chor |            |         |

## Bilder

Exteriörer
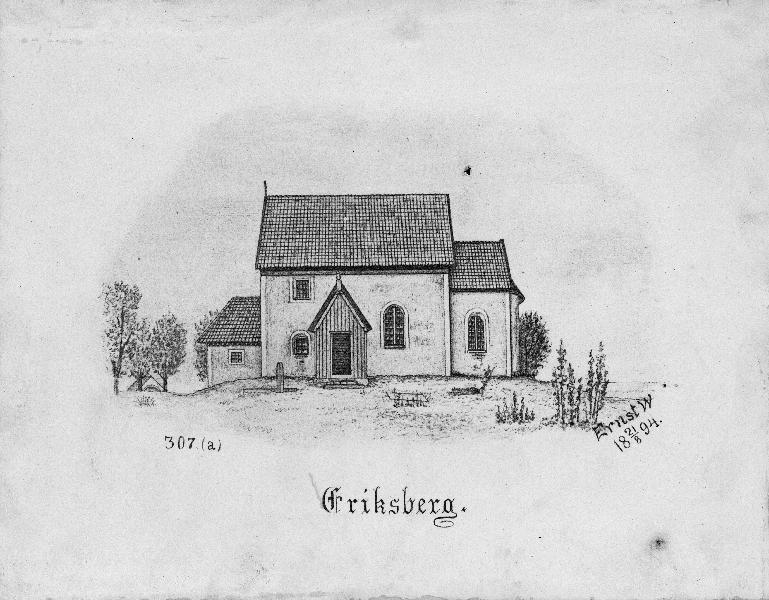
Teckning från 1894.
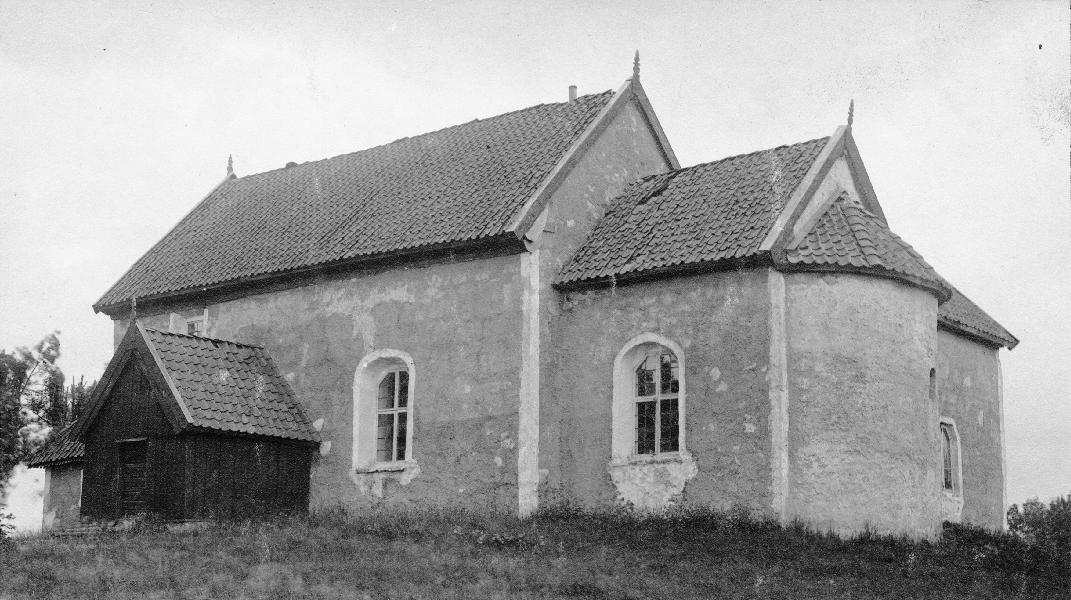
Kyrkan under förfallsperioden.
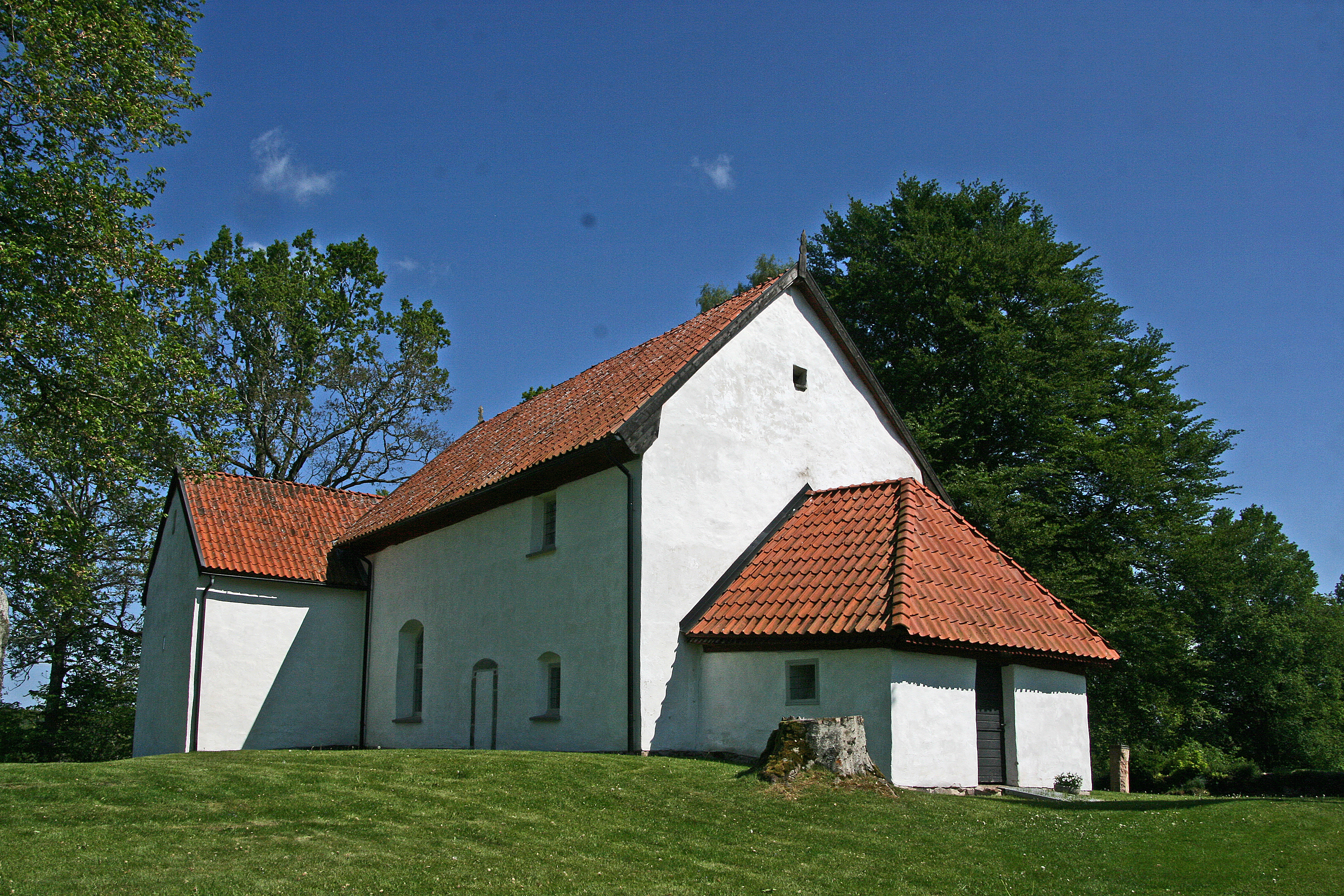
Exteriör av kyrkan 2014.
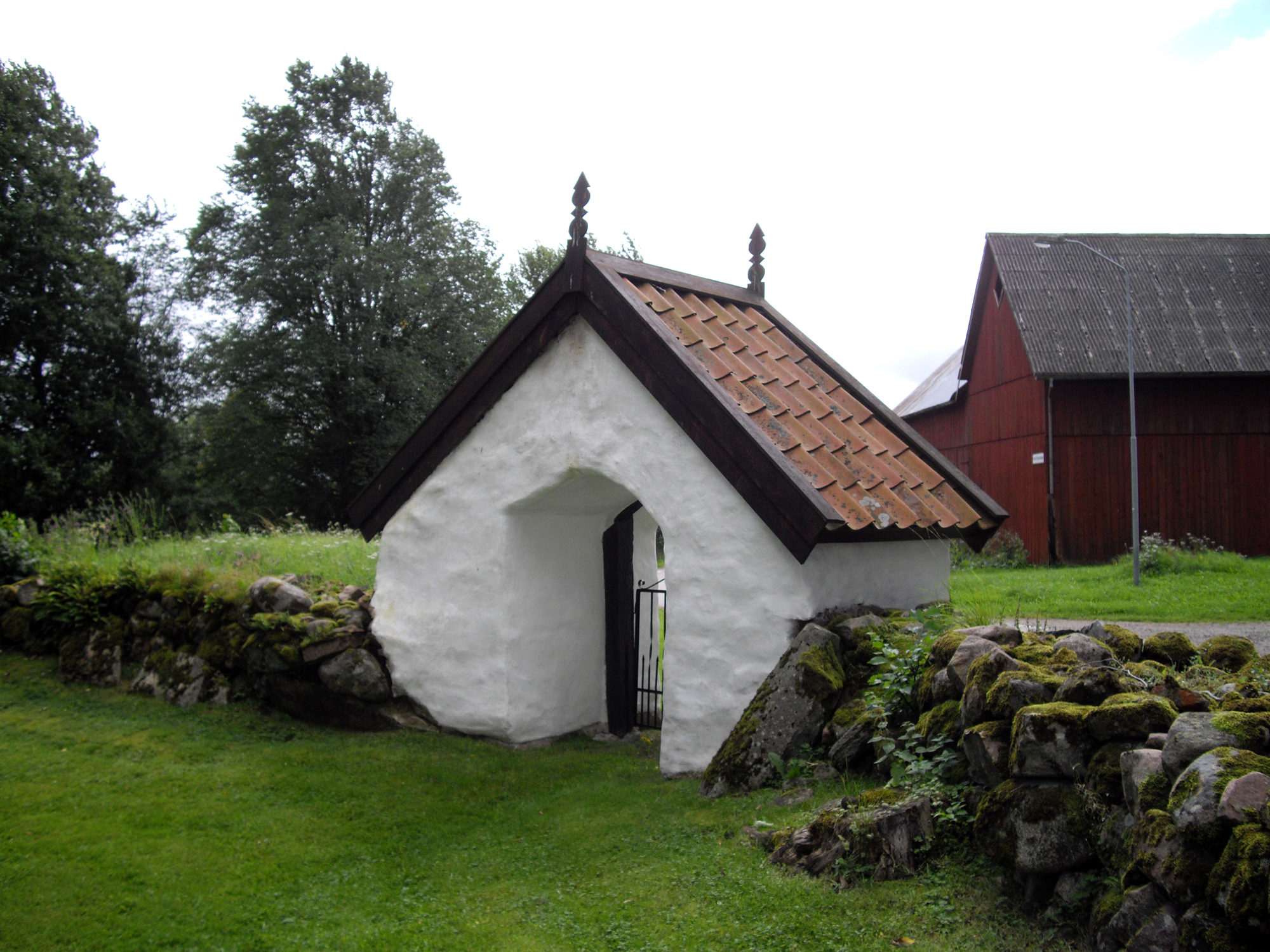
Stiglucka sydväst om kyrkan.
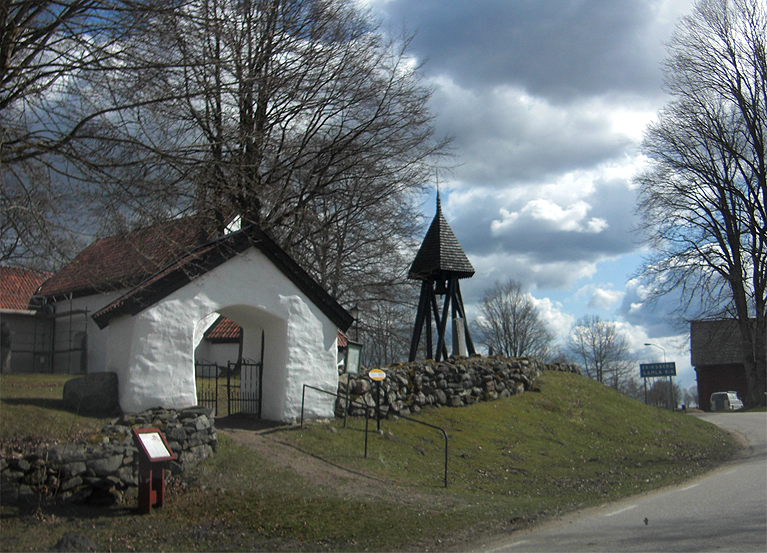
Stiglucka och klockstapel.

Interiörer och inventarier
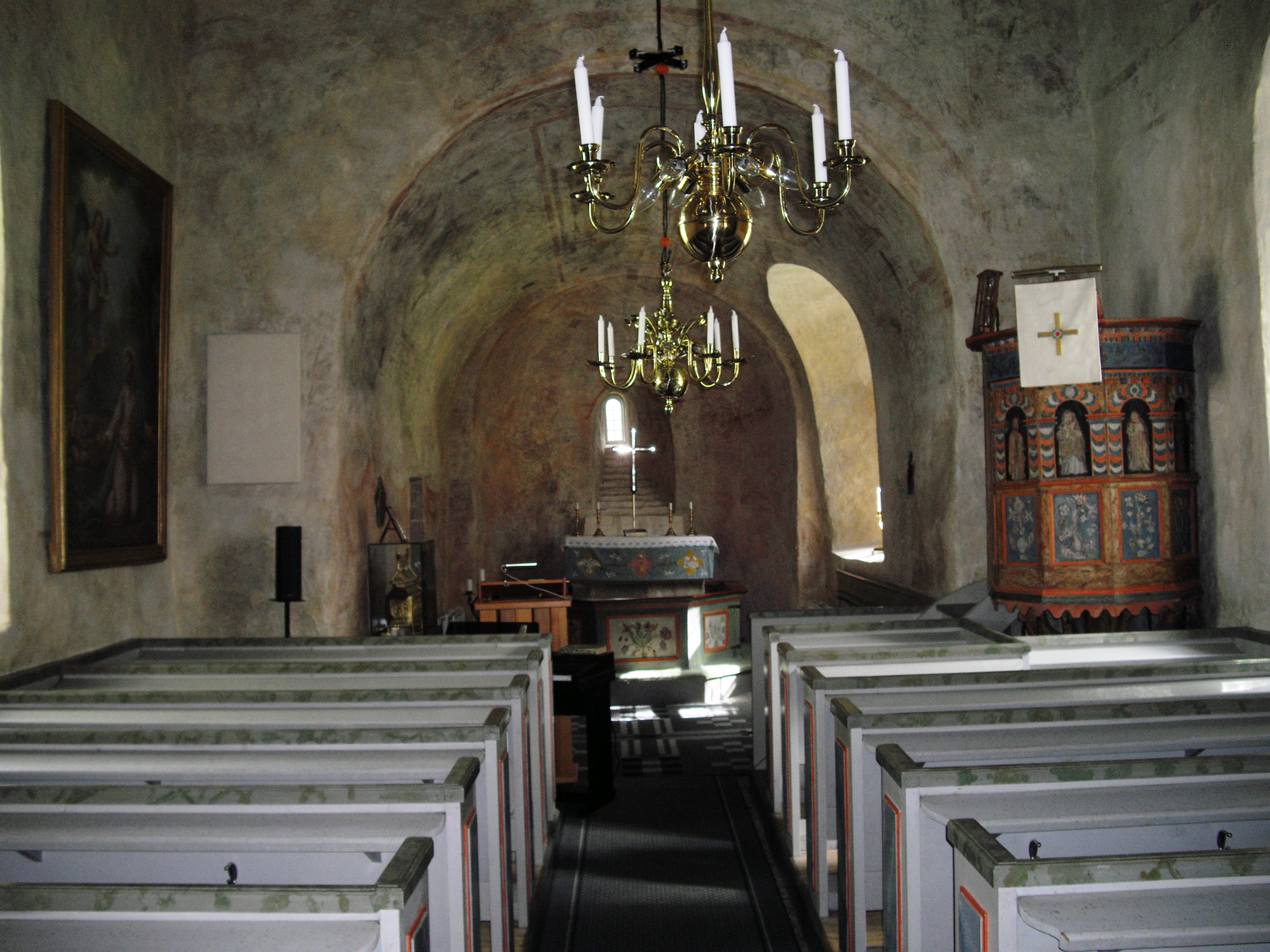
Interiör mot koret.
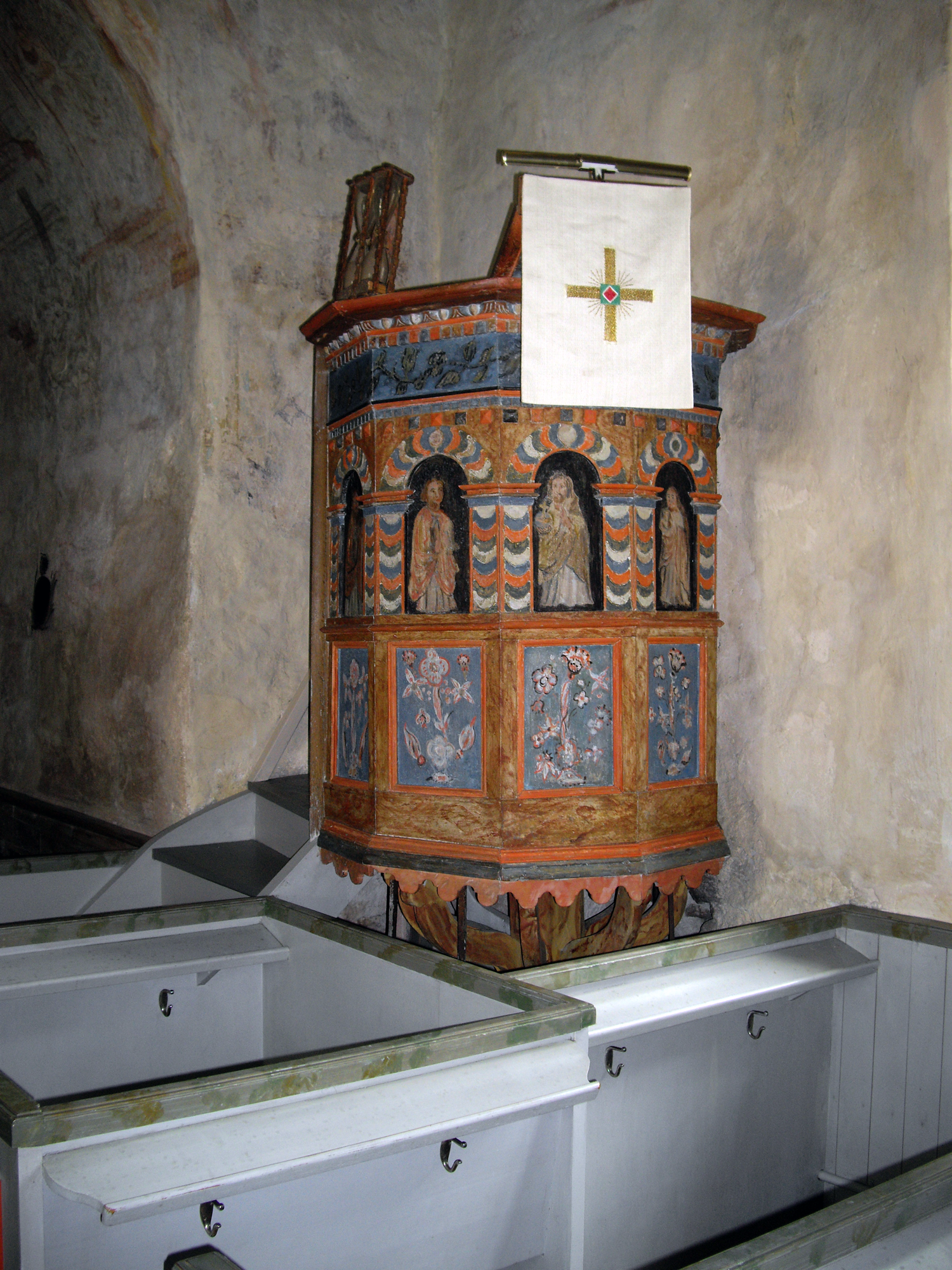
Predikstolen.
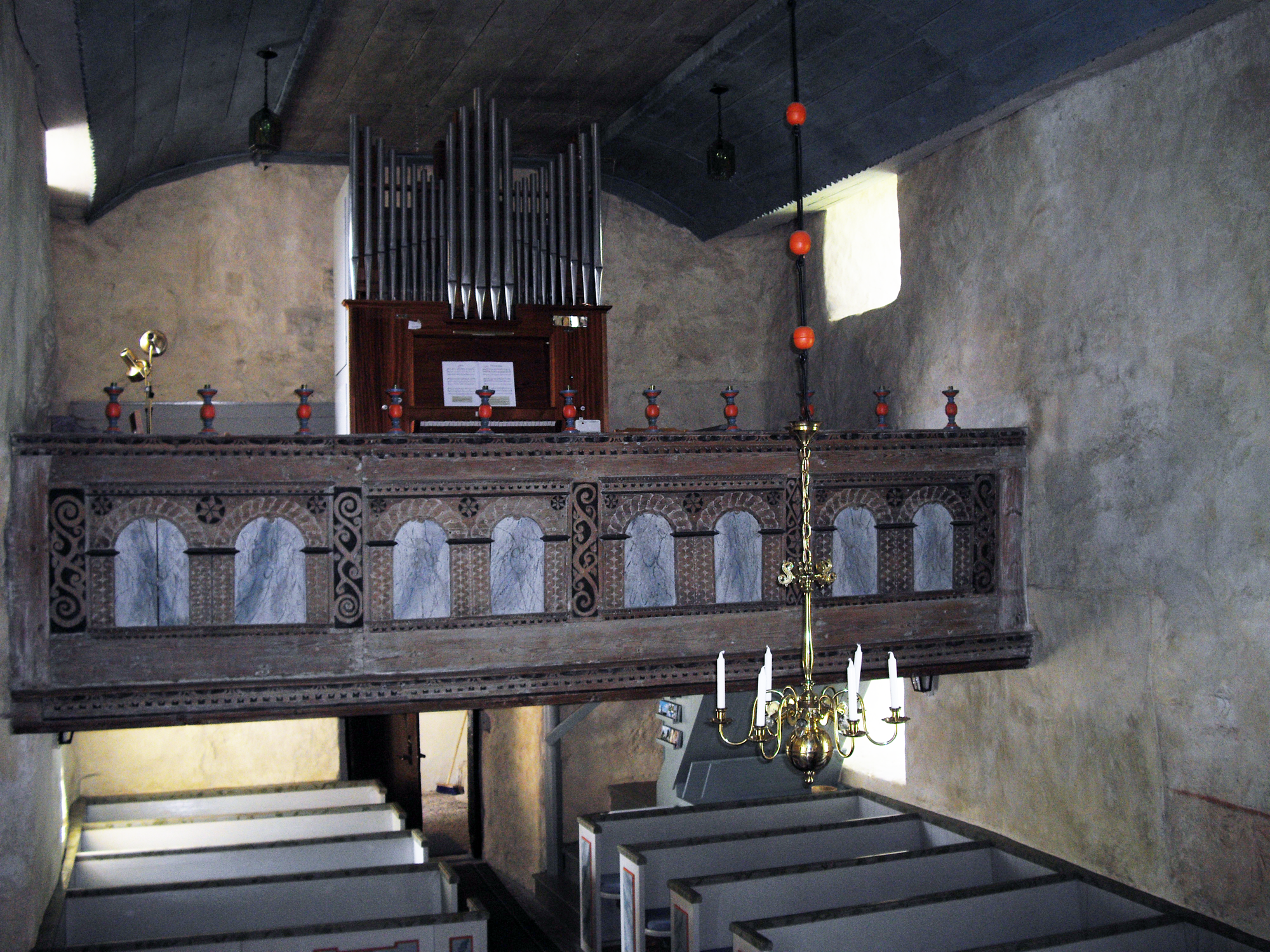
Läktaren.
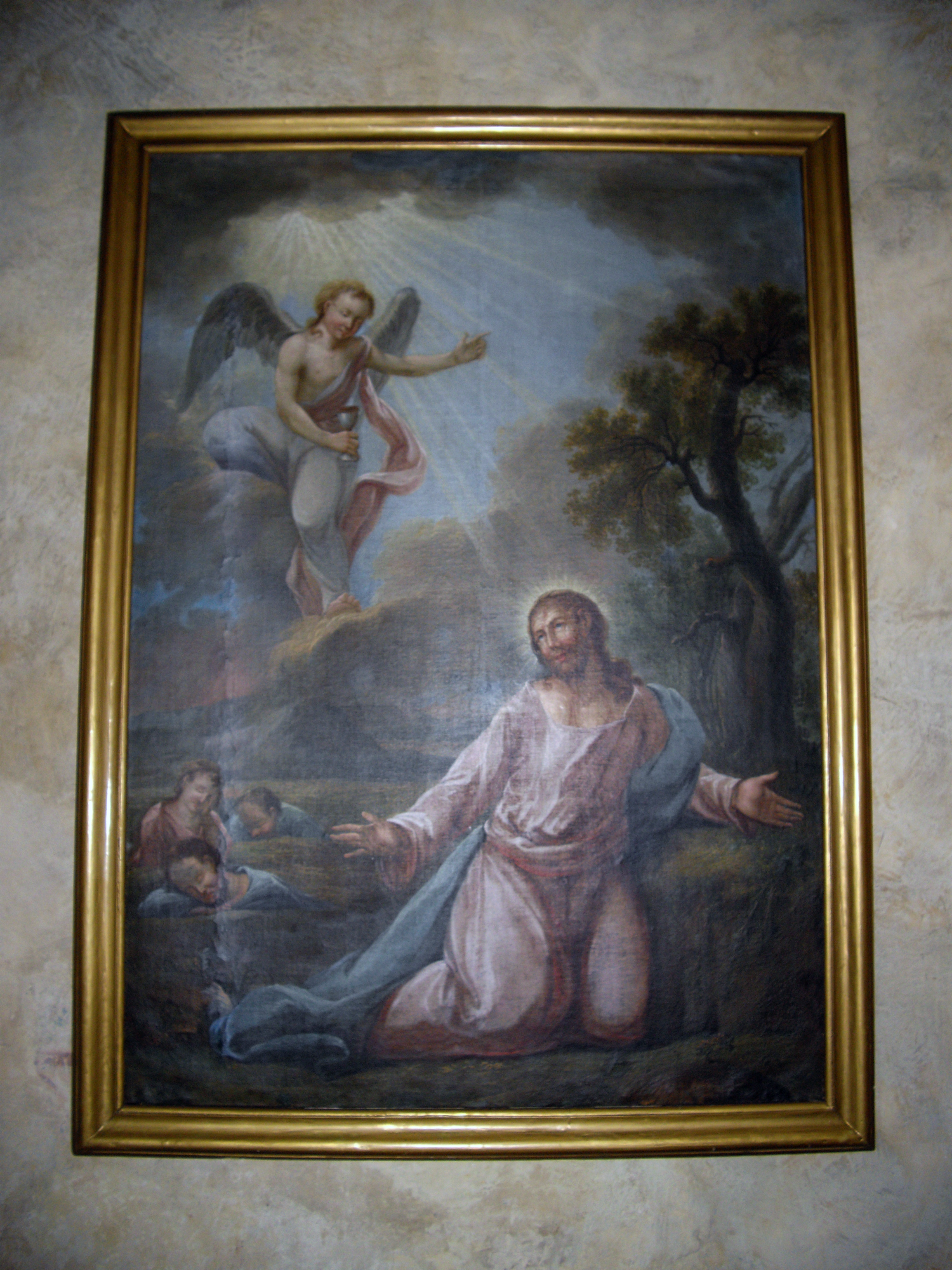
Målning placerad på norra sidan av långhuset.
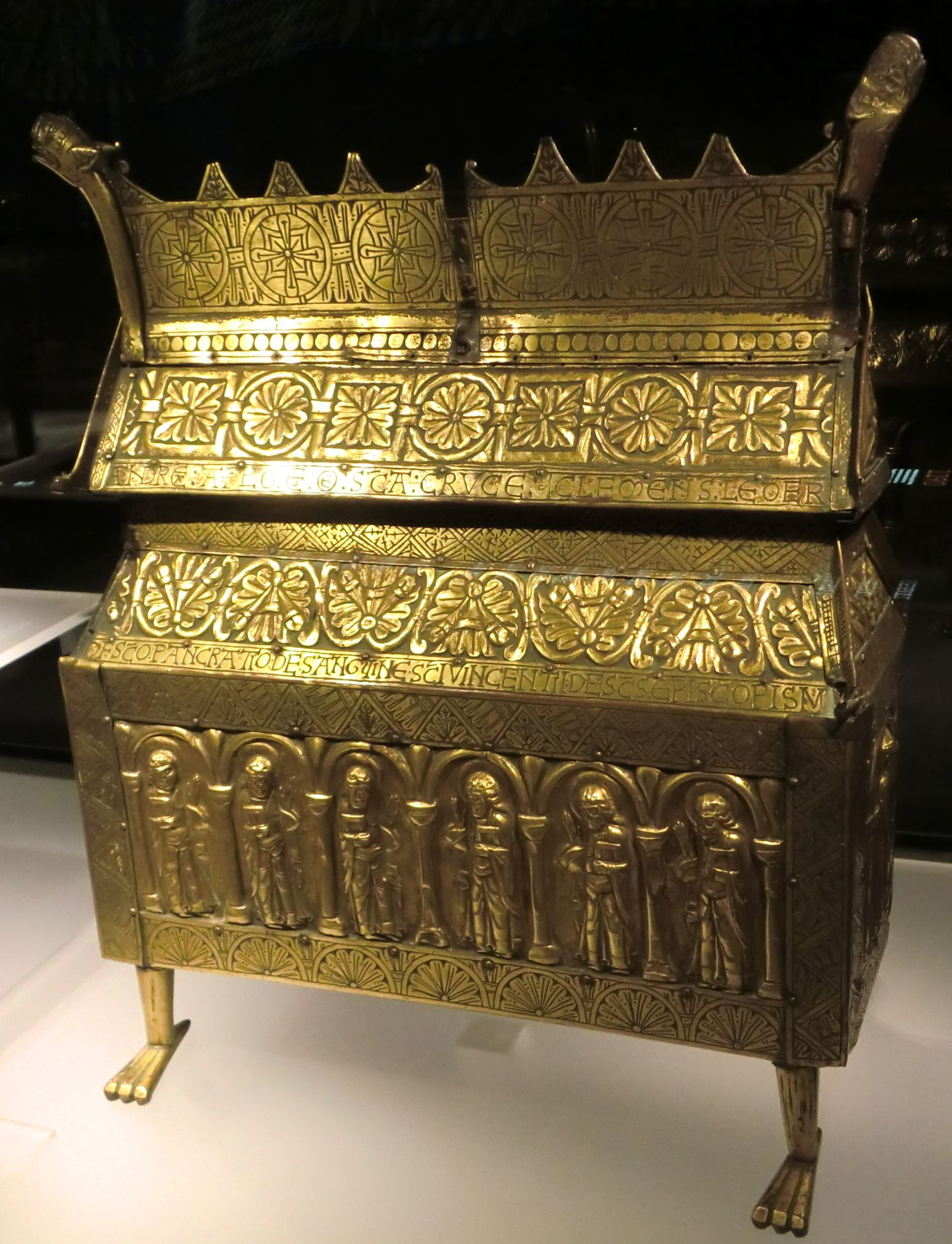
Eriksbergsskrinet i Statens Historiska Museum.
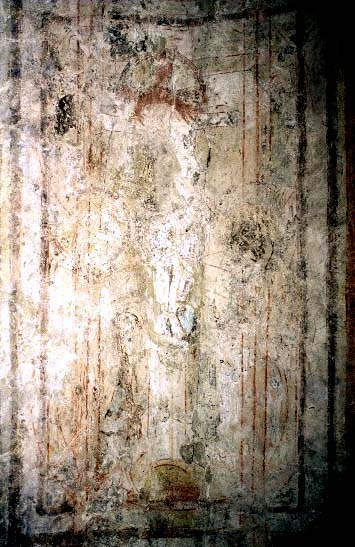
Kalkmålning
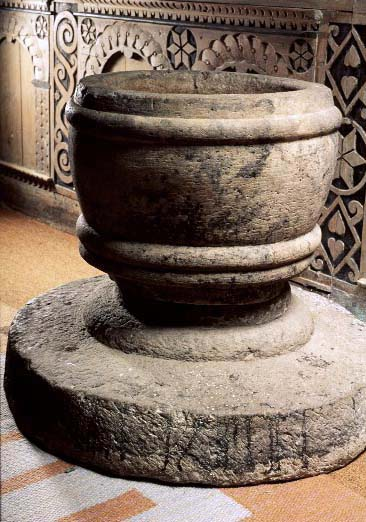
Dopfunt
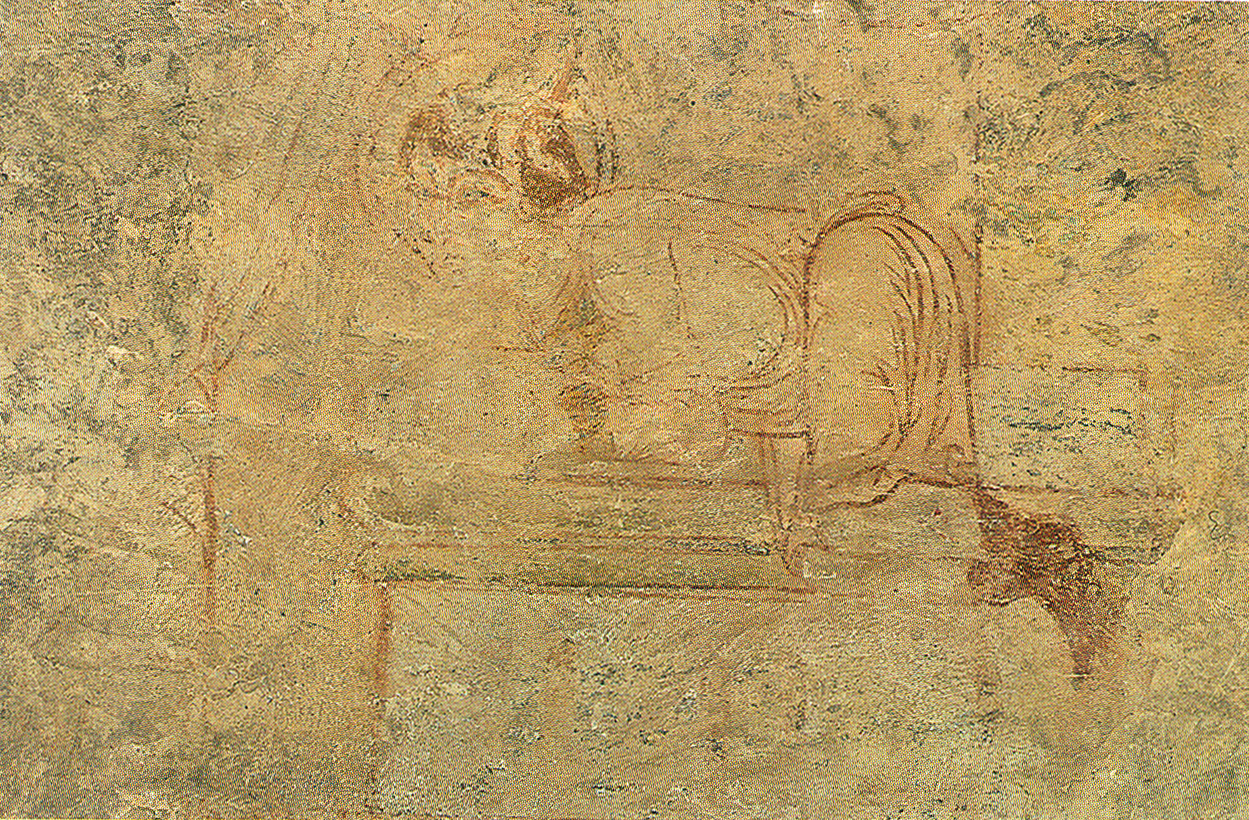
kalkmålning